# Louis Lachenal
Pas d'image ? Cliquez ici
Louis Lachenal, né le 17 juillet 1921 à Annecy et mort le 25 novembre 1955 dans la Vallée Blanche à Chamonix, est un alpiniste français, premier vainqueur avec Maurice Herzog, en 1950, de l'un des sommets de plus de huit mille mètres d'altitude : l'Annapurna (8 091 m).

## Biographie

### Jeunesse et formation
Né à Annecy (Haute-Savoie) le 17 juillet 1921, Louis Lachenal effectue ses premières escalades sur le rocher du Biclope en 1934.
Enfant de chœur assidu, il préfère l'univers de la rue aux bancs de l'École des Frères, quai des Cordeliers. Il passe son certificat d'études à l'École Supérieure Technique, puis entre au lycée. Mais déjà, dans ses escapades avec ses camarades, il a le goût du risque ; et la quête du danger sera toujours chez lui une sorte d'idéal de vie. Devenu louveteau dans une association de scouts, il révèle ses dons d'invention et ses talents de grimpeur. Ainsi, à 13 ans, la vocation l'appelle dans les massifs qui entourent Annecy : la Tournette, le Parmelan, l'Arcalod.
En 1941, il devient membre de l'organisation Jeunesse et Montagne. En 1942, il est porteur breveté du Club alpin français, auquel il a adhéré dès 1937. Cette fonction consiste à seconder un guide lors d'une ascension, voire à assurer son rôle, selon les compétences dont on dispose. En juin-juillet, il participe à un stage d'alpinisme dont il sort premier chef de cordée, l'occasion d'une fête à Chamonix, où il rencontre pour la première fois Lionel Terray. Quelques mois plus tard à peine, il fera connaissance avec Gaston Rébuffat, par hasard, dans un train à l'arrêt. Le 1er octobre, il est engagé comme instructeur alpin et moniteur de ski au centre des Contamines-Montjoie.
Le 12 novembre 1942, il épouse Adèle Rivier (1920-1983). Deux enfants naissent de cette union, Jean-Claude (1944) et Christian (1946). Lachenal construit lui-même son chalet pour leur donner un foyer.

### Des Alpes à l'Annapurna
En 1945, il effectue ses premières courses avec Lionel Terray : la face Nord des Droites et la face Est de l'aiguille du Moine. Suivront — entre autres, et toujours en compagnie de Lionel Terray — la quatrième ascension de l'éperon Walker en 1946, la seconde ascension de la paroi Eigerwand en 1947.
En 1948, il devient membre de la Compagnie des guides de Chamonix. En 1949, il enchaîne les ascensions. En particulier, il entreprend de gravir en une seule journée trois itinéraires jugés difficiles (arête Est du Crocodile, face Est du Caïman, voie Ryan au Plan).
En décembre 1949, le bruit court : une expédition française vers l'Himalaya se prépare. Lucien Devies, président du Comité, en est l'un des principaux organisateurs. Mais les difficultés diplomatiques sont telles qu'on n'ose encore y croire. Et la nouvelle tombe : le Népal ouvre ses frontières. Le 30 mars 1950, l'expédition quitte Paris pour Le Caire. Puis, le lendemain, elle prend la direction du Népal en passant par Bahreïn, Karachi, New Delhi. La longue marche d'approche du sommet et l'établissement des camps de base prend deux mois complets.
Le 3 juin 1950 il fait partie avec Maurice Herzog de la cordée qui arrive au sommet de l'Annapurna, première au monde sur un sommet de plus de huit mille mètres d'altitude. Les deux hommes n'avaient pas de masque à oxygène.

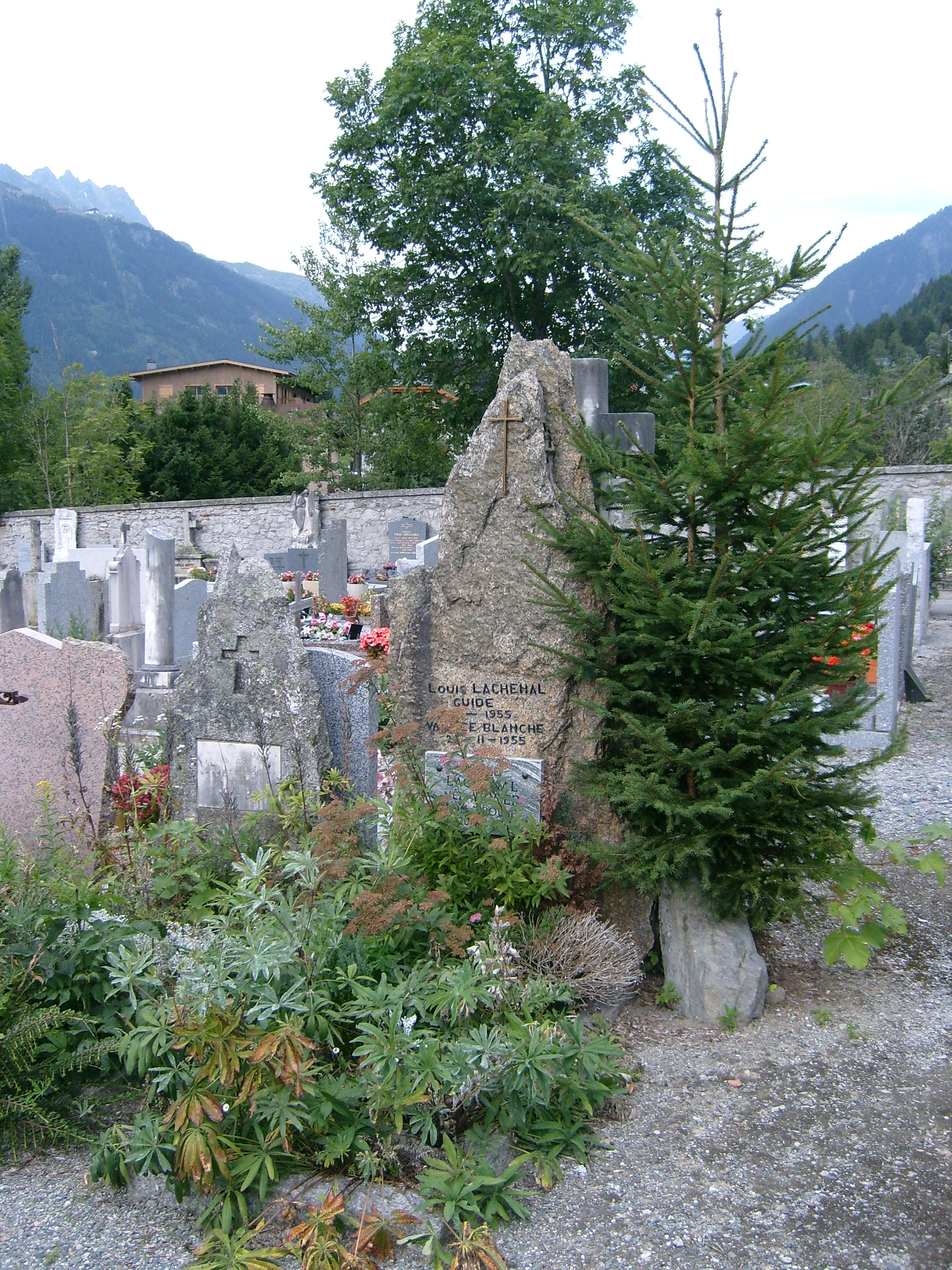
Tombe de Louis Lachenal.

Cette victoire sur l'Annapurna est aussi celle d'une équipe : les guides chamoniards Gaston Rébuffat et Lionel Terray, la jeune cordée de Jean Couzy et Marcel Schatz, le Dr Jacques Oudot, et le cinéaste Marcel Ichac (le seul ayant déjà une expérience himalayenne). Lors de cette expédition, Lachenal a les pieds gelés et doit être amputé. La descente ressemble à un long chemin de croix qui dure plus d'un mois, du 4 juin au 7 juillet : mauvais temps persistant en cette période de course contre la mousson (brouillard, avalanches, orages…), souffrances multiples (aux pieds, aux yeux…), terrains accidentés (passages de gorges, de moraines encombrées de blocs rocheux, traversée de kilomètres de ravins et de forêts, franchissement de torrents tumultueux…), défection des porteurs, etc.
Après son retour à l'aéroport d'Orly, un séjour à la clinique Vaugirard et la remise de la Légion d'Honneur, Louis Lachenal retourne à Chamonix. Il donne ensuite une série de conférences (Connaissance du Monde), dès 1951 sur le territoire français et jusqu'au Congo belge en 1952. Il se met au pilotage d'automobiles sur les routes françaises, avant de reprendre les entraînements et les ascensions. Il prend la direction de l'équipe de France de ski en descente et slalom, et escalade le mont Rose en août 1955.

### Mort accidentelle
Lachenal est mort en montagne. Le 25 novembre 1955 au soir, il entraîne Jean-Pierre Payot dans une descente à ski de la Vallée Blanche, au-dessus de Chamonix. Skiant en tête à grande vitesse, il disparaît soudain dans une crevasse dissimulée par un pont de neige, que Payot évite de justesse. À grand peine, celui-ci réussit à prévenir les guides de Chamonix, et ils récupèrent dans la nuit le corps de Lachenal, tombé à vingt-huit mètres de profondeur. Ramenée à Chamonix, sa dépouille est veillée par ses compagnons de l'Annapurna, Maurice Herzog et Gaston Rébuffat.
Louis Lachenal était surnommé Biscante,.

## Ascensions marquantes
- 1942 : première du versant nord-est du col du Caïman
- 1946 : quatrième ascension de l'éperon nord des Droites, avec Lionel Terray, en huit heures, alors que le meilleur temps réalisé auparavant était de 18 heures ; quatrième ascension de l'éperon Walker en face nord des Grandes Jorasses en 2 jours avec une variante importante dans le haut, due à une erreur provoquée par le brouillard
- 1947 : deuxième ascension de la face nord de l'Eiger avec Lionel Terray
- 1950 : première ascension d'un sommet de plus de 8 000 m, l'Annapurna, avec Maurice Herzog

## Distinctions
- Chevalier de la Légion d'honneur (26 juillet 1950)
- Grand Prix de la Presse Sportive 1950.
- Prix Guy Wildenstein de l'Académie des sports en 1950, décerné « à un groupement sportif dont la carrière ou l'œuvre d'éducation physique et sportive constituent un exemple », en l'occurrence avec l'ensemble de l'équipe de l'Annapurna : Jean Couzy, Marcel Ichac, Maurice Herzog, Francis de Noyelle, Jacques Oudot, Gaston Rebuffat, Marcel Schatz, et Lionel Terray[11].
- Gloire du sport depuis 1995.

## Divergence avec Maurice Herzog
Dans les notes prises en vue d'un livre qu'il projetait sur la conquête de l'Annapurna, Louis Lachenal note que son amputation risquait de compromettre la poursuite de sa vie d'alpiniste : « La montagne n’était pas mon occupation du dimanche, c’était ma vie, à moi. Pas seulement ma vie matérielle. » Développant sa divergence avec Herzog, il ajoute : « Je savais que mes pieds gelaient, que le sommet allait me les coûter. Pour moi, cette course était une course comme les autres, plus haute que dans les Alpes, mais sans rien de plus. Si je devais y laisser mes pieds, l’Annapurna, je m’en moquais. Je ne devais pas mes pieds à la jeunesse française. Pour moi, je voulais donc descendre. J’ai posé à Maurice la question de savoir ce qu’il ferait dans ce cas. Il m’a dit qu’il continuerait. Je n’avais pas à juger ses raisons ; l’alpinisme est une chose trop personnelle. Mais j’estimais que s’il continuait seul, il ne reviendrait pas. C’est pour lui et pour lui seul que je n’ai pas fait demi-tour. Cette marche au sommet n’était pas une affaire de prestige national. C’était une affaire de cordée. »,.
Sur plusieurs points, Lachenal a cependant donné des versions différentes au fil du temps. La version pré-citée, tirée de ses Commentaires, est la plus négative mais diffère d'autres versions plus positives qu'il a pu donner.
Selon Lachenal, Herzog avait « un sens très réduit de l'organisation », mais c'était « un extraordinaire animateur » dont la résistance physique et la technique d'alpiniste ont surpris « les trois professionnels de l'équipe » (Lachenal, Rébuffat et Terray). En août 1955, Herzog et Lachenal font entre amis l'ascension du mont Rose : « tous les mauvais souvenirs étaient effacés ».

## Toponymie

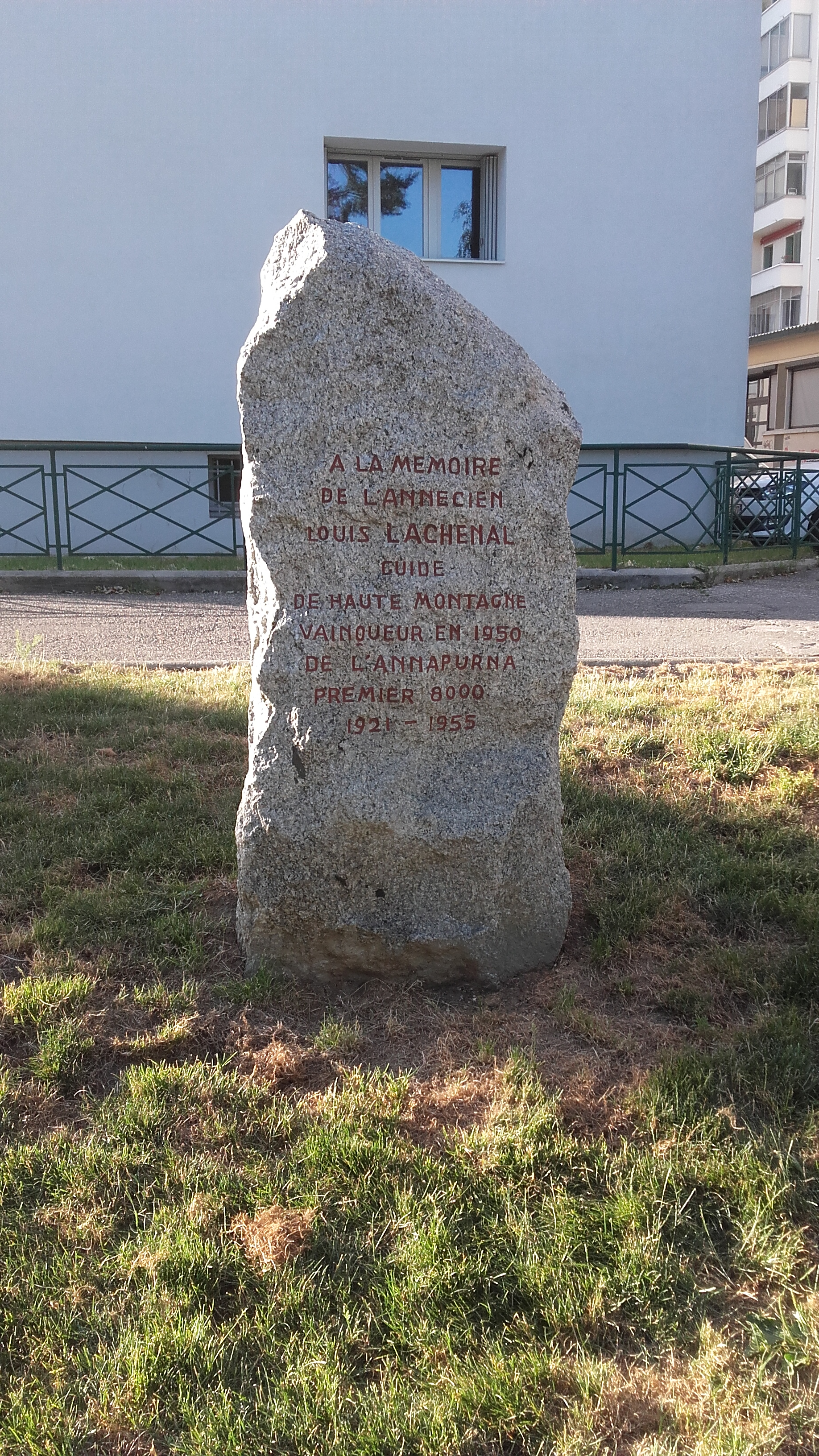
Pierre commémorative à Annecy sur la promenade Louis Lachenal au bord du Thiou.

On a donné le nom de Louis Lachenal au lycée polyvalent d'Argonay (Haute-Savoie), à une école élémentaire et maternelle à Mantes-la-Jolie (Yvelines), à un collège dans la ville de Saint-Laurent-de-Mure (au sud-est de Lyon) et à un complexe sportif à Saint-Pierre-du-Perray. À Annecy, on trouve également une Promenade Louis Lachenal. Plusieurs villes de France, notamment Grenoble, Toulouse, Thionville, Genas, Chamonix, Valence, ont une rue ou une allée qui porte son nom.
L’Asapurna, montagne du massif des Annapurnas, est parfois appelée pic Lachenal.
Le nom de Lachenal a été donné à un couloir de ski hors piste à La Flégère à Chamonix[réf. souhaitée], ainsi qu'à une pointe rocheuse située près du lieu de sa mort.

### Sources et bibliographie
- Louis Lachenal, Carnets du vertige (notes mises en forme par Gérard Herzog), Chamonix, Éditions Guérin, 1996 (1re éd. 1956) (ISBN 2-911755-01-4, lire en ligne).
- David Roberts (trad. de l'anglais), Annapurna une affaire de cordée, Chamonix, éditions Guérin, 2000, 366 p. (ISBN 2-911755-22-7)
- Lionel Terray, Les Conquérants de l'inutile : Des Alpes à l'Annapurna, Gallimard, 6 décembre 1961 (ISBN 2-07-026214-6)
- Michel Mestre, Histoire de l'alpinisme : Les Alpes, Édisud, 1996
- Gaston Rébuffat, La Montagne est mon domaine, Paris, Hoëbeke, 1994 (ISBN 978-2-7242-9250-3)
- Yves Ballu, Les Alpinistes, Arthaud, 1984 (ISBN 978-2-7003-0488-6)
- Lucien Devies (dir.) (préf. Maurice Herzog), La Montagne pour vocation, Paris/Budapest/Torino, L'Harmattan, décembre 2004 (ISBN 2-7475-7218-8)